# 山根綺
山根綺（日语：／ Yamane Aya，1997年2月4日—）是日本的女性聲優、偶像，神奈川縣出身。隸屬於青二製作。

## 人物
父親是中日混血，母親是中國人。
AMUSEMENT MEDIA綜合學院畢業。
2018年被選為擔任遊戲《ARCA·LAST 終焉世界與歌姬的果實》中的聲優團體「Kleissis」的成員。

## 演出作品
※粗體字為主要角色。

### 電視動畫
2016年
- orange橘色奇蹟（女學生）

2017年
- 偶像大師 SideM（女學生）
- 航海王（甜點、客人、大姊姊、市民、粉絲、黑瑪麗亞的手下、年幼的妮可·羅賓〈第2代〉 等）

2018年
- HUG! 光之美少女（小學生、店員、女子、護士、小哈利、女學生）
- 鬼太郎（第6作）（崇拜者、山根香凜）
- 魔法律事務所（學生）
- 爆釣BARHUNTER（客）

2019年
- 星光頻道（女孩子）
- 鬼太郎（第6作）（土手久美子）
- 爆釣BARHUNTER（拖釣女兒）
- 名侦探柯南（信息中心接待员）

2020年
- 成群結伴！西頓學園（間樣人〈少年時代〉、花樣游泳部·部員♀）
- SHOW BY ROCK!!活力棉花糖!!（魯芙優）
- 暗黑破壞神在身邊。（女學生A、小孩A、女學生B、職員、女性店員、小學生、月宮〈幼年〉、女子A、女學生）
- 科學超電磁砲T（藍鈴學生、食蜂派閥）
- 神推偶像登上武道館我就死而無憾（商店店員、瑠璃）
- 魔法水果籃 第2期（女學生）
- 球詠（園川萌、陽秋月）
- 輝夜姬想讓人告白？～天才們的戀愛頭腦戰～（友人）
- Re:從零開始的異世界生活 2nd season（村人）
- 夢夢貓（美香）
- 富豪刑事 Balance:UNLIMITED（女性警官）
- 櫻桃小丸子（三宅）
- 這是妳與我的最後戰場，或是開創世界的聖戰（星靈使、歌劇演員2、夏諾蘿蒂的部下、米卡艾拉）
- 炎炎消防隊 貳之章（陪酒女、少年）
- 災禍的真理 -ZUERST-（西塞爾）
- 總之就是很可愛（記者）
- 成神之日（祭典客）
- 請問您今天要來點兔子嗎？ BLOOM（小孩）
- 進擊的巨人 第4期（小孩們）

2021年
- 賽馬娘 Pretty Derby Season 2（大德太陽）
- SHOW BY ROCK!!STARS!!（魯芙優）
- 工作細胞!!（血小板2、大腸細胞1）
- 花樣滑冰Stars（他校學生）
- WIXOSS DIVA(A)LIVE（めーちゃん）
- Vivy -Fluorite Eye's Song-（露克萊爾）
- 夢夢貓 Mix！（美香）
- BLUE REFLECTION RAY/澪（紗夜）
- 魔法水果籃 The Final（女學生）
- 如果究極進化的完全沉浸RPG比現實還更像垃圾遊戲的話（梅麗莎）
- SELECTION PROJECT（女公關B〈麻里惠〉、護士）
- 大正處女御伽話（珠彥〈5歲〉、幸乃）
- 陰陽眼見子（美男子的女友）
- 卡片戰鬥!! 先導者 overDress（工作人員）
- 吸血鬼馬上死（廣播、播報員）
- 境界戰機（不動ナホ）

2022年
- 與變成了異世界美少女的大叔一起冒險（女子們）
- 終末的後宮（山田翠）
- 秘密內幕～女警的反擊～（女高中生）
- 女忍者椿的心事（杏李）
- 處刑少女的生存之道（小孩）
- Healer Girl 歌癒少女（森嶋健史、同級生）
- 骸骨騎士大人異世界冒險中（賽莉安娜）
- 聯盟空軍航空魔法音樂隊 光輝魔女（羅莎莉·德·波瓦普）
- 卡片戰鬥!! 先導者 will+Dress（友人）
- 後宮之烏（三妃）
- 機動戰士GUNDAM 水星的魔女（塞西莉亞·多特）
- 森林家族 芙蕾雅的快樂日記（芙蕾雅）
- 忍之一時（女學生B）
- 書蟲公主（小孩）

2023年
- Sugar Apple Fairy Tale（凱希）
- 妖幻三重奏（香爐木戀緒）
- 女神咖啡廳（月島流星）
- 和山田談場Lv999的戀愛（绘里）
- 呆萌酷男孩（女性）
- 森林家族 芙蕾雅的GO FOR DREAM！（芙蕾雅）
- 鐵路浪漫譚2（ノワール）
- 16bit的感動 ANOTHER LAYER（山田冬夜）
- 神劍闖江湖－明治劍客浪漫譚－（卷町操）

2024年
- 公主殿下，「拷問」的時間到了（克洛兒）
- 非自願的不死冒險者（洛菈）
- 花野井同學與戀愛病（唯）
- 從Lv2開始開外掛的前勇者候補過著悠哉異世界生活（巴力羅莎）
- Re:Monster（霍布星→蘇佩星、風鬼）
- 黑執事 寄宿學校篇（小販）
- 鬼滅之刃 柱訓練篇（寺裡的孩子）
- 女神咖啡廳 第2期（月島流星）
- 2.5次元的誘惑（753♡）
- Re:從零開始的異世界生活 3rd season（莉莉安娜·瑪斯柯瑞德）
- 神劍闖江湖－明治劍客浪漫譚－ 京都動亂（卷町操）
- 膽大黨（燕）
- 森林家族 芙蕾雅的小秘密（芙蕾雅）
- 魔王2099（山田・雷納德・緋月）

2025年
- 青春特調蜂蜜檸檬蘇打（阿古）
- 青春豬頭少年不會夢到聖誕服女郎（赤城郁實）
- 薰香花朵凛然綻放（保科昴）
- GRANDBLUE 碧藍之海（毒島櫻子）

2026年
- 公主殿下，「拷問」的時間到了（第2期）（克洛兒）

時期未定
- 花樣少年少女（蘆屋瑞稀）

### 劇場動畫
- 我的英雄學院劇場版：英雄新世紀（2019年，女孩子）
- 青春豬頭少年不會夢到紅書包女孩（2023年，赤城郁實）
- 我的鬼女孩（2024年，高橋澪[29]）

### 網路動畫
2019年
- 齊木楠雄的災難 Ψ啟動篇（小學生C）

2020年
- 薄明之翼（秘書）

2023年
- 鬼武者（さよ）

### 遊戲
2017年
- 鐵金剛少女Z ONLINE（巴達拉）
- 企業☆女孩（雅克路雅）

2018年
- GIGANT SHOCK（克洛艾）
- 溫泉女孩 湯之花收藏（三朝歌蓮）
- GOETIA X（格雷莫利、巴汀）
- OVER HIT（尼克）
- Grand Summoners（佛斯雷）
- 噬神者3（主人公幼少期）

2019年
- Revolve8 召喚輪轉（睡美人）
- ARCA·LAST 終焉世界與歌姬的果實（志水希羅娜）
- 動物朋友3（加州海獺）

2020年
- 白猫プロジェクト（黑華）
- Crash Fever（華倫海特）
- SHOW BY ROCK!!Fes A Live（魯芙優）

2021年
- 賽馬娘 Pretty Derby（大德日神）
- 偶像大師 閃耀色彩（緋田美琴）

2022年
- 闇影詩章 Shadowverse（殘酷媚貓·帷）
- 緋染天空 Heaven Burns Red（樋口聖華）

2023年
- 勝利女神：妮姬（D）

2024年
- 勝利女神：妮姬（D:殺手妻子）

2025年
- Fate/Grand Order（提豐·歐赫邁羅斯）

### 電影
- 人狼遊戲 瘋狂狐狸（2015年，隅田安奈[4]）

### 其他
- 羽毛球少女（2018年，廣瀨陽奈子）[36]

## 音樂CD

### 角色歌
| 發售日   | 商品名稱                                  | 演唱名義 | 歌曲                           | 備註                                           |
| 2018年   | 2018年                                    | 2018年   | 2018年                         | 2018年                                         |
| -------- | ----------------------------------------- | -------- | ------------------------------ | ---------------------------------------------- |
| 8月22日  | Kleissis Chaos                            | Kleissis | 「Kleissis Chaos」 「」        | 遊戲《ARCA·LAST 終焉世界與歌姬的果實》相關歌曲 |
| 8月22日  | Kleissis Chaos 山根綺Ver.                 | 山根綺   | 「Kleissis Chaos」 「」        | 遊戲《ARCA·LAST 終焉世界與歌姬的果實》相關歌曲 |
| 10月31日 | Another Sky Resonance                     | Kleissis | 「Another Sky Resonance」 「」 | 遊戲《ARCA·LAST 終焉世界與歌姬的果實》相關歌曲 |
| 10月31日 | Another Sky Resonance 山根綺Ver.          | 山根綺   | 「Another Sky Resonance」 「」 | 遊戲《ARCA·LAST 終焉世界與歌姬的果實》相關歌曲 |
| 2019年   |                                           |          |                                |                                                |
| 9月25日  | eschatology/a grand conception "ARCALAST" | Kleissis | 「」                           | 電視節目《》片尾曲                             |
| 9月25日  | eschatology/a grand conception "ARCALAST" | Kleissis | 「Ark of promise」             | 遊戲《ARCA·LAST 終焉世界與歌姬的果實》片頭曲   |
| 9月25日  | eschatology/a grand conception "ARCALAST" | Kleissis | 「」                           | 遊戲《ARCA·LAST 終焉世界與歌姬的果實》片尾曲   |
| 9月25日  | eschatology/a grand conception "ARCALAST" | Kleissis | 「」 「Into the Abyss」        | 遊戲《ARCA·LAST 終焉世界與歌姬的果實》相關歌曲 |

### 组合成员
1. 1 2 3  （田中有紀）、（富田美憂）、（山田麻莉奈）、（高橋麻里）、（山根綺）、（元吉有希子）、（金子有希）

## 外部連結
- 事務所官方簡歷 （页面存档备份，存于）（日語）
- 山根綺的X（前Twitter）（日語）